# Államvédelmi Hatóság

Emblem der ÁVH

Die Államvédelmi Hatóság, kurz ÁVH (deutsch Staatsschutzbehörde) war von 1948 bis 1956 die nach dem Muster des sowjetischen NKGB gebildete politische Polizei im stalinistischen Ungarn. Offizielles Ziel war der Schutz des Systems und dessen Führer durch Verfolgung von Regimegegnern.

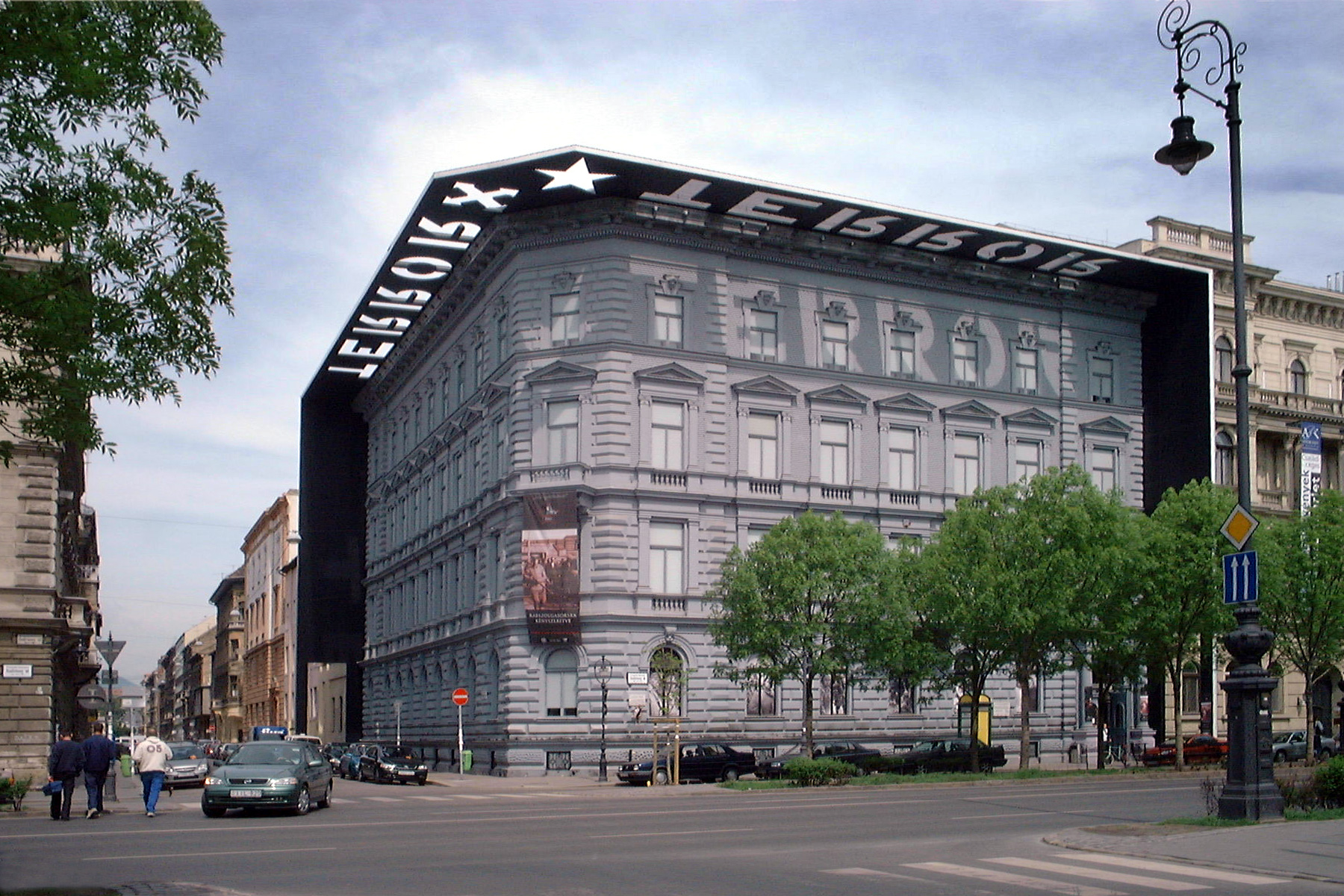
Im ehemaligen Hauptsitz der ÁVH in der Andrássy út Nr. 60 befindet sich heute das „Haus des Terrors“

Die ÁVH wurde hauptsächlich von Mátyás Rákosi geprägt, der sie zeitweise vom Hintergrund aus lenkte. Der bewaffnete Arm der kommunistischen Partei war das Hauptinstrument bei der Bekämpfung der politischen Gegner.

## Geschichte

### PRO
Am 1. Februar 1945 wurde die damals PRO genannte (Politikai Rendészeti Osztály, „Abteilung Politische Polizei“) im Kreis der Budapester Polizeihauptdirektion gegründet und stand zunächst unter der Führung von Gábor Péter.
In den chaotischen Zuständen nach dem Rückzug der deutschen Armee begann die erste einheitliche Staatsschutzorganisation, nach bereits feststehenden Plänen entscheidende Positionen einzunehmen. Die PRO wurde absichtlich personell mehrheitlich mit Juden besetzt, damit die gesuchten Mitglieder der Regierung von Miklós Horthy bzw. der Pfeilkreuzler durch deren ehemalige Opfer identifiziert werden konnten.
Zu den ersten Aufgaben gehörte das Aufspüren von Aktenlagern der ehemaligen Regierungs- und Ordnungsschutzorgane. Schon zu dieser Zeit planten die ermittelnden Abteilungen ein Karteisystem.
Bereits vor dem Machterwerb 1949 verfügte die kommunistische Partei über das Innenministerium, an dessen Spitze ab 1946 der kommunistische Politiker László Rajk stand. Die geheime Finanzierung der Organisation schuf die Voraussetzungen, um die politische Polizei rasch auszubauen.
Damit das Ausmaß der „gegen die Reaktion kämpfenden Organisation“ („reakció ellen harcoló szervezet“) den bürgerlichen Parteien verborgen blieb, nutzten sie Geldquellen, die nicht im Budget vermerkt waren. Dabei wurden oft kriminelle Mittel wie die Erpressung von Unternehmern und Privatpersonen herangezogen. Diese illegalen Handlungen wurden von den Nachfolgeorganisationen fortgesetzt (siehe: Finanzierung).

### ÁVO
Die seit 1946 als ÁVO (Magyar Államrendőrség Államvédelmi Osztálya, „Staatsschutzabteilung der Ungarischen Staatspolizei“) bezeichnete Organisation stand unmittelbar unter der Aufsicht des Innenministers. Die 13 Unterabteilungen waren mit der Beschaffung von Nachrichten, der Gefahrenabwehr sowie der Überwachung von Parteien, Kirchen, gesellschaftlichen Vereinigungen und der Emigration aus Ungarn beschäftigt.
Damals begann die Ausweitung der Staatsschutzabteilungen auf Polizeipräsidien in den Komitatssitzen und auf größere Direktionen. Obwohl der offiziell vorgeschriebene Aufgabenbereich der ÁVO sich in erster Linie auf den Schutz der demokratischen Staatsordnung bezog (Gesetz VII. tc 1946) beziehungsweise auf das Auffinden von Kriegsverbrechen und Aufklärung von Verstößen gegen das Völkerrecht unter Hortys Herrschaft, sammelte und registrierte die Behörde in- und ausländische polizeiliche Daten. Seit die ÁVO die Arbeit aufgenommen hatte, überwachte sie u. a. Führer der Koalitionsparteien und hörte Telefonate von Regimegegnern ab.

### ÁVH
Infolge der Ernennung von János Kádár zum Innenminister wurde mit einer Verfügung vom 10. September 1948 ein weiterer Schritt in Richtung Selbständigkeit der Behörde unternommen. Sie trug nun den Namen Belügyminisztérium Államvédelmi Hatósága („Staatsschutzbehörde des Innenministeriums“) und war mit einem erweiterten Wirkungskreis ausgestattet, jedoch weiterhin dem Innenministerium untergeordnet. Die zusätzlichen Kompetenzen betrafen den Grenzschutz, die Polizeibehörden des Binnenschifffahrts- und Luftverkehrs, die KEOKH (Külföldieket Ellenőrző Országos Központi Hatóság, „Zentrale Landesbehörde für die Überwachung von Ausländern“) sowie das Recht zur Ausstellung von Reisepässen.
Im Jahr 1949 wurde die Organisation auch vom Innenministerium unabhängig. Per Verordnung wurde die Staatsschutzbehörde (Államvédelmi Hatóság) direkt dem Ministerrat unterstellt. Die ein Jahr später gegründeten neuen Organisationen wurden in die militärpolitische Abteilung (KATPOL), die militärische Abwehr und den Grenzschutz des Verteidigungsministeriums eingegliedert. Seither wurde zwischen zwei bewaffneten Einheiten unterschieden: Die Angehörigen der sogenannten „blauen ÁVO“ (kék ávó) gehörte zum berüchtigten Staatsschutz, die Uniformen der „grünen ÁVO“ (zöld ávó) zeigten die Zugehörigkeit zum Grenzschutz an.
Die Organisation strebte die Sicherstellung der totalen Überwachung an. Intern war sie streng hierarchisch strukturiert. Ihre Untereinheiten und das breite Agentennetz deckte das ganze Land ab. Das Denunziantennetz umfasste im Jahr 1953 40.000 Menschen. In der Abteilung „Karteiregister“ (Nyilvántartási Osztály) waren die Karteikarten von 1.280.000 Staatsbürgern erfasst.

## Funktionsweise
| Übersicht über den Staatsschutz | Übersicht über den Staatsschutz | Übersicht über den Staatsschutz | Übersicht über den Staatsschutz | Übersicht über den Staatsschutz                                | Übersicht über den Staatsschutz                                | Übersicht über den Staatsschutz                                |
| ------------------------------- | ------------------------------- | ------------------------------- | ------------------------------- | -------------------------------------------------------------- | -------------------------------------------------------------- | -------------------------------------------------------------- |
| Zeitpunkt                       | 1945 Februar                    | 1945 Ende des Jahres            | 1948                            | 1948 September                                                 | 1949 September                                                 | 1953                                                           |
| Name der Organisation           | PRO                             | PRO                             | ÁVH                             | ÁVH                                                            | ÁVH                                                            | ÁVH                                                            |
| Mitarbeiter                     | 98                              | 500                             | 1839                            | 2500                                                           | 8760                                                           | 5000                                                           |
| Weiteres Personal               |                                 |                                 |                                 | 15 000 beim Grenzschutz 7000 bei der bewaffneten Einsatztruppe | 15 000 beim Grenzschutz 7000 bei der bewaffneten Einsatztruppe | 15 000 beim Grenzschutz 7000 bei der bewaffneten Einsatztruppe |
| Gesamt                          |                                 |                                 |                                 |                                                                | 28.000                                                         | 30.000                                                         |

Innerhalb von zwei Jahren wurde die ursprünglich nur wenig Mitarbeiter zählende, unorganisierte und von inneren Rivalitäten geschwächte PRO in eine gefürchtete Terrororganisation der kommunistischen Partei umstrukturiert. Die Institution erreichte eine eigenständige Macht, vor der sich auch ein Teil der Parteiführung zu Recht in Acht nahm. Auf Grundlage der mit geheimdienstlichen Methoden erworbenen Informationen weitete sie zwischen 1946 und 1947 ihre Tätigkeit auch auf die kommunistische Partei aus.
Die unmittelbare Aufsicht und Lenkung der Organisation übte Rákosi bzw. der engste Kreis der Parteiführung aus. Zur Zeit der Gründung wurde ihr Status bei einer Sitzung des Zentralkomitees folgendermaßen festgelegt: „die ÁVH ist ein spezielles Organ, das Organ des ZK“ („ÁVH egy speciális szerv, a KV szerve“).
Ab 1948 vollzog die ÁVH – dem sowjetischen Beispiel folgend, und mit durchgreifender Unterstützung sowjetischer Ratgeber – die Durchführung verschiedener Schauprozesse.
Seit 1950 begann die ÁVH Internierungslager auszubauen, übernahm die Gefängnisse des Landes, organisierte Vertreibungen, überwachte die Grenzen und entwickelte die Überwachung aller Lebensbereiche, die totale Diktatur der kommunistischen Partei weiter. Die ÁVH spielte auch eine wichtige Rolle bei der Niederschlagung des Ungarnaufstands im Jahr 1956.

### Finanzierung
Die Aufrechterhaltung der ÁVH war kostspielig. Nachdem der Krieg schwere Schäden angerichtet hatte und da wegen der Fehlwirtschaft wirtschaftlicher Mangel herrschte, war die Deckung der Kosten unsicher. Allein die Wohnungen für konspirative Zwecke erforderten erhebliche Summen. Die Zahlungen für die Finanzierung des Innenministeriums gingen zu einem großen Teil an die ÁVH, jedoch reichten diese Gelder nicht aus, um die Tätigkeiten aufrechtzuerhalten. Daher übten die Mitglieder verschiedene Nebentätigkeiten aus. Erpressung war eine typische Methode, Geld einzutreiben. Ein anderes Mittel war es, im Austausch für wertvolle Gegenstände wie Gemälde, Möbel oder technische Geräte, Reisepässe für auswanderungswillige Großkapitalisten auszustellen. Derartige Gelder und Wertgegenstände wurden auch oft unterschlagen. Vieles geriet beispielsweise in die Hände von Oberst Ernő Szűcs, dem Stellvertreter von Gábor Péter oder Major Andor Csapó, der sich als Chef des Finanzwesens im Laufe von Hausdurchsuchungen erpressten Güter aneignete. Gyula Princz leitete die ÁVH-Brigade, die Szűcs erschlug, in dessen Panzerschrank Wertgegenstände und Bargeld im Wert von mehr als einer Million Forint (teilweise in Devisen) gefunden wurden.
Der Teil der Summe, über den die ÁVH präzise Bücher führte, hatte einen Gesamtwert von 13.160.000 Forint.
Zwischen 1951 und 1953 verdoppelten sich die Ausgaben beinahe. Insgesamt wurden mindestens 3,2 Milliarden Forint ausgegeben. Zu dieser Zeit betrug das Durchschnittseinkommen in Ungarn etwa 800 Forint.
Nebenbei betrieb die ÁVH auch Geldwäsche. Die so kursierenden Summen wurden zwar weniger präzis verbucht, dennoch wurden einige Spuren hinterlassen. In einem Fall handelte es sich vermutlich um eine Summe von mehr als zwei Milliarden, die von der Stasi aus Westdeutschland nach Ungarn geschafft wurde.

### Wichtige innere Abteilungen
- „Abteilung Kampf gegen innere Reaktionäre“ (Belső Reakció Elleni Harc Osztály) unter der Leitung von Ernő Szűcs
- Nachrichtendienst
- „Abteilung Karteiregister“ (Nyilvántartási Osztály)

### Bekannte Personen
- Gábor Péter (* als Benjámin Eisenberger am 18. Mai 1906 in Újfehértó; † am 23. Januar 1993 in Budapest), 1945-1953 Chef der ÁVH (bis 1948 der PRO bzw. der ÁVO). In dieser Funktion spielte er 1948 und 1949 eine wichtige Rolle bei Schauprozessen in der Folge der Machtübernahme der Kommunisten. Dabei leitete er selbst zahlreiche Verhöre und Folterungen bzw. führte letztere teilweise auch eigenhändig durch. Sein politischer Einfluss war enorm, innerhalb des Machtapparates galt er als Herr über Leben und Tod. Im Jahre 1952 jedoch fiel er in Ungnade und wurde selbst verhaftet – einerseits infolge der von Stalin initiierten allgemeinen antisemitischen Hetzkampagne (siehe Wurzelloser Kosmopolit) im Ostblock der frühen 1950er Jahre, andererseits, weil sogar etliche hohe Parteifunktionäre ihn fürchteten bzw. als alleinigen Sündenbock ‚loswerden‘ wollten; wahrscheinlich rettete ihn der unerwartete Tod Stalins im März 1953 vor einem Schauprozess, womöglich mit tödlichem Ausgang (s. u. ausführlicher).[4]
- Miklós Bauer (* 20. Januar 1921 in Budapest; † 12. Juni 2008 ebenda), Oberstleutnant und einer der berüchtigtsten Verhöroffiziere der ÁVH (dort bekannt als „Fingernägel-Ausreißer“). Nach deren Auflösung 1956 zog er sich aus dem Polizeidienst zurück und war beim staatlichen Import-Export (Impex) tätig. Als Jurist betrieb er nach der politischen Wende 1989 eine Rechtsanwaltskanzlei, welche zahlreiche ehemalige ÁVH-Täter vertrat bzw. deren Strafverfolgung oft erfolgreich vereitelte. Sein Sohn Tamás Bauer (* 1946) war 1994-2002 liberaler Parlamentsabgeordneter sowie 2011-2014 Vize-Vorsitzender der von Ferenc Gyurcsány geführten Partei Demokratische Koalition.
- Vladimír Farkas (* als Vladimir Lőwy am 12. August 1925 in Kaschau; † 13. September 2002 in Budapest), Oberstleutnant und ranghoher Offizier in der ÁVH-Führung. Als einer der sehr wenigen Täter unternahm er nach der Wende 1989 zumindest den Versuch, eigene Verbrechen aufzuarbeiten und veröffentlichte 1990 seine Memoiren mit dem Titel „Es gibt keine Entschuldigung. Ich war Oberstleutnant der ÁVH“ (Nincs mentség. Az ÁVH alezredese voltam., ISBN 963-8035-12-9)
- László Piros (* am 30. Mai 1917 in Újkígyós; † im Januar 2006 in Szeged), von 1950 bis 1953 Kommandant der ÁVH, später Innenminister
- Ernő Szücs (* als Ernő Süß am 21. Februar 1908; † 21. November 1950), Oberst der ÁVH. Bereits seit 1942 beim sowjetischen NKWD tätig, kam er nach 1945 zur ÁVO bzw. zur ÁVH und wurde zeitweise zum Stellvertreter von Gábor Péter. Wie später auch dieser, wurde Szücs bereits im September 1950 unter konstruierten Anschuldigungen (siehe ebenfalls unter Wurzelloser Kosmopolit) verhaftet und noch im November selben Jahres im Gefängnis ermordet.
- István Bálint, Dr. (* 1912; † 1984) Neurologe, Psychiater, Arzt der ÁVH, Leiter der Medizinischen Abteilung, engster Vertrauter von Péter; medizinischer Ratgeber der Entwicklung effizienter Verhörmethoden.
- Andor Körösi, Dr. Stellvertreter von Bálint
- Márton Károlyi
- József Csete
- Gyula Princz
- Alajos Réh

### Örtlichkeiten
In Budapest befanden sich zwei ÁVH-Gefängnisse:
- Im Gebäude in der Andrássy út Nr. 60 – bis 1945 die Parteizentrale der faschistischen Pfeilkreuzler – war der ÁVH-Hauptsitz. Im Keller war ein Gefängnis angeschlossen, dessen unterirdisches System sich über den ganzen Block erstreckte. Heute befindet sich dort das Museum Terror Háza (Haus des Terrors), das an beide totalitäre Diktaturen erinnern soll.
- Am Belgrád rakpart Nr. 5. im 5. Bezirk wurde ebenfalls ein Kellergefängnis betrieben. Heute ist dort die hauptstädtische Staatsanwaltschaft untergebracht.
- In der Attila út 59-61 im 1. Bezirk wurde 1953 das sogenannte ÁVH-Wohnhaus gebaut, in dem Angestellte der Organisation wohnten.

Die vier Internierungslager befanden sich in Recsk, Kazincbarcika, Kistarcsa und in Tiszalök.

### Menschenrechtsverletzungen

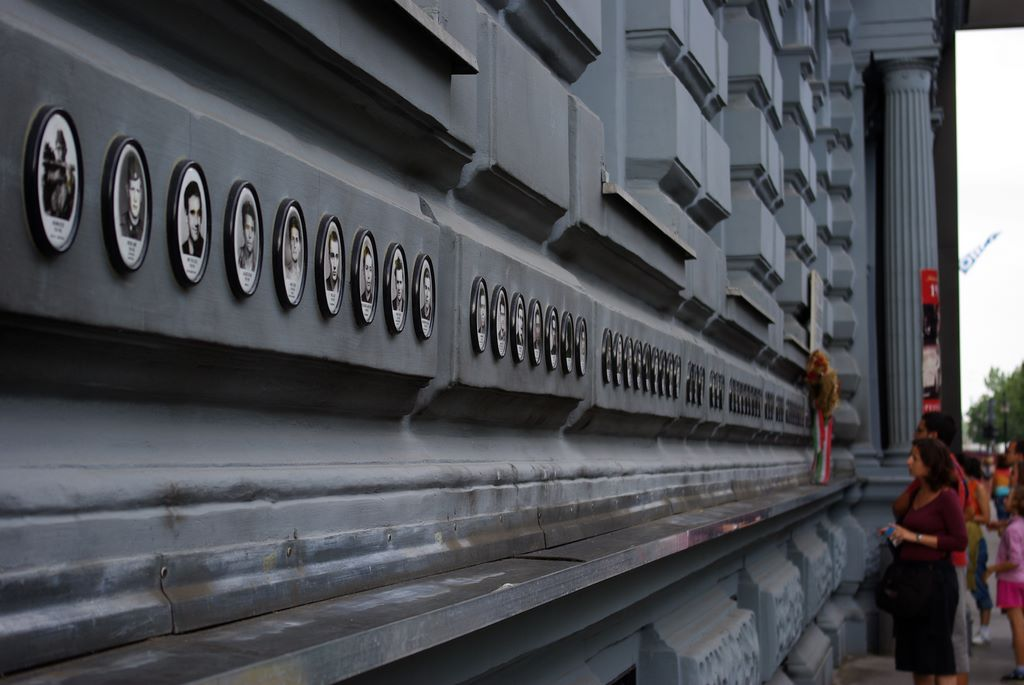
Fotos von Opfern an der Fassade des Hauses des Terrors

Die ÁVH war wegen ihrer grausamen Methoden gefürchtet. In den Verhören wurden physische und psychische Foltermethoden eingesetzt. Geläufig waren Schläge, Knebel, Tritte, nach der Verabreichung salzigen Essens aus einer Toilette trinken zu lassen, Nahrungsentzug, Schlafentzug, ununterbrochenes Anlegen von Fesseln und weitere Demütigungen. Nachts wurde in den Gefängnissen die Lüftung ausgeschaltet.
Die Vorgehensweise bei Verhaftungen wurde im Volksmund unter dem Begriff csengőfrász (etwa „Angst vor dem Läuten der Türglocke“) bekannt. Damit war gemeint, dass die ÁVH ihre Opfer oft nachts aus den ausgesuchten Wohnungen klingelte und abführte. Vor dem Haus warteten meistens schwarze GAZ-M20 Pobeda.
Als 1953 ÁVH-Mitglieder begannen, sich gegen ihre Führer zu stellen, begingen viele Selbstmord, da sie wussten, womit sie rechnen mussten.

## Auflösung der ÁVH und Nachfolgebehörden
Die offizielle Auflösung der ÁVH war eine der wichtigsten Aufgaben der Entstalinisierung. Die ersten Schritte fanden im Rahmen eines Machtkampfes innerhalb der Parteiführung statt. Nach dem Tod Stalins am 5. März 1953 brach ein innerparteiliche Kampf aus. Im Ergebnis wurde Imre Nagy zum Ministerpräsidenten Ungarns, der die stalinistische Politik der vorangegangenen Jahre rückgängig machte.
Im Januar und Februar 1953 wurden Gábor Péter und seine Anhänger verhaftet und in einem nach sowjetischem Muster gestalteten Schauprozess des Zionismus angeklagt. Zu den Anklagepunkten gehörten auch Verstöße gegen gesellschaftliches Eigentum, Unterschlagung, Beihilfe zur Flucht ins Ausland, Verletzung von Staatsgeheimnissen, Missbrauch der Dienstmacht und Verbrechen gegen das Volk. Rákosi versuchte seine Macht zu bewahren, indem er versuchte, sich an die neuen Moskauer Richtlinien anzupassen. Als Beria in der Sowjetunion inhaftiert wurde, gab man Rákosi die Möglichkeit, die Hauptverantwortung für seine Gesetzesbrüche an Gábor Péter, den sogenannten „ungarischen Beria“ abzuwälzen. Anstelle Rákosi persönlich zur Verantwortung zu ziehen, übernahm die Partei in einer Deklaration auf sowjetischen Druck hin die Verantwortung, weswegen es versäumt wurde, die ÁVH gründlich zu untersuchen.
Die Untersuchung des Kreises um Péter wurde Ende 1953 abgeschlossen. Im Dezember wurde ein erstes und schließlich am 15. Januar 1954 ein zweites rechtskräftiges Urteil gefällt. In erster Linie wurden die Gesetzesbrüche der ÁVH sowie deren Rolle bei der Einführung bzw. Durchführung illegaler Methoden betont.
Sowjetischen Anweisungen folgend, unterschrieb der Ministerrat auf der Sitzung am 17. Juli 1953 die Auflösung der ÁVH als eigenständiges Organ sowie deren Verbindung mit dem Innenministerium. Die Entscheidung wurde geheim gefällt, und der Beschluss gelangte nicht an die Öffentlichkeit. Dies verursachte im Staatsapparat selbst verschiedene Missverständnisse. Zu der Verwirrung trug auch bei, dass, obwohl die Selbständigkeit der Organisation formal abgeschafft wurde, die Dienstgrade des Staatsschutzes aufrechterhalten wurden. Auffällig war auch, dass die Staatsschutzabteilungen innerhalb des Innenministeriums separat waren.
Im Jahr 1954 wurde László Piros zum Innenminister ernannt, der das Ministerium nun zum Staatsschutzministerium machte. Bis zum Sommer 1956 beruhigte sich die Situation innerhalb der ÁVH. Systemgegner bekannten sich infolgedessen auf Kundgebungen mit neuer Kraft gegen das Regime. Vor den Reformen wäre dies noch mit harter Vergeltung geahndet worden. Infolge der Zwietracht innerhalb der Partei wurde nun nicht mehr gegen alle Kritiker vorgegangen.
In den Kreisen des Innenministeriums verwischten sich die Grenzen zwischen ÁVH und Polizei immer mehr. In erster Linie rührte die Konzeption von János Kádár her, wonach die geschwächte ÁVH zunehmend durch die Polizei ersetzt wurde. Während des Ungarnaufstandes war die Polizei den Revolutionären daher verdächtig.
In seiner Radioansprache am 28. Oktober 1956 kündigte Imre Nagy die Auflösung der Staatsschutzbehörde des Rákosi-Regimes und versprach den Aufbau einer demokratischen Polizei, wenn auch die ÁVH schon drei Jahre zuvor unter Nagys erster Ministerpräsidentschaft de jure aufgelöst wurde. Während des Aufstands zerfiel die Behörde. Vereinzelte Mitglieder zogen sich in die Illegalität zurück, andere schlossen sich den Pufajkás an, einer kurzfristig zusammengestellten bewaffneten Einheit, die bei der blutigen Niederschlagung des Ungarnaufstands ab dem 4. November aktiv war. Wieder andere schlossen sich direkt sowjetischen Truppen an und nahmen das Aufsuchen und Überwachen von Aufständischen in Angriff.
Nach der Niederschlagung des Aufstands und der Wiederherstellung der kommunistischen Diktatur – nunmehr unter János Kádár – begann mit durchgreifender sowjetischer Unterstützung auch die Neuorganisation der Staatssicherheit, welche in den Folgejahren zunächst unter „Politische Untersuchungs-Polizeibehörde“ (Politikai oknyomozó rendészet) firmierte und fortan gänzlich dem Innenministerium unterstellt war. Diese neue politische Geheimpolizei war hauptverantwortlich für den Vergeltungsterror (ung.: megtorlás), der sich nach 1956 gegen tatsächliche oder vermeintliche Anhänger des Aufstands, aber auch generell gegen breitere Teile der Bevölkerung richtete und sich von der Brutalität der ÁVH um nichts unterschied. Zunächst wurden eigens hierfür etliche ehemalige ÁVH-Mitglieder in die neue Behörde aufgenommen, doch offiziell wollte das Kádár-Regime sie nicht mehr unter dar alten Strukturierung sowie der früheren, landesweit verhassten Bezeichnung führen (nicht zuletzt auch, weil Kádár selbst eine erneute Verselbstständigung der Staatssicherheit als eine Gefahr für seine eigene Person ansah). Später wurden alle ehemaligen ÁVH-Angestellten entlassen, und das Regime bemühte sich im Verlauf der 1960er Jahre zumindest dem Anschein nach um eine Aufklärung der Verbrechen während der Rákosi-Zeit. Allerdings war dies kaum mit gerichtlichen Folgen verbunden, allenfalls wurden die Täter ermahnt bzw. gerügt, ihre Taten gleichzeitig stark relativiert („das System an sich war gut, nur gab es leider vereinzelt Fälle von Machtmissbrauch“ – so der häufige Unterton der Gerichtsbarkeit). Vor allem wurde die aktive Rolle Kádárs bei der Gründung der ÁVH sowie beim Prozess gegen László Rajk 1949 gänzlich vertuscht und verschwiegen.
Ab 1962 bis zur politischen Wende 1989 existierte die ungarische Staatssicherheit in Form eines Ermittlungs- und Überwachungsapparates, der als Abteilung III der Hauptverwaltung III weiterhin dem Innenministeriums unterstellt war (III/III, ung: három per három). Ab dieser Zeit hörte der (insbesondere physische) Terror gänzlich auf, doch wurden zahlreiche Menschen bis zuletzt beobachtet und  bespitzelt bzw. in nicht wenigen Fällen durch Erpressung zur Zusammenarbeit genötigt. Auch verfolgte die III/III die gerade in kommunistischen Geheimdiensten häufig angewandte Strategie der Desinformation.
Nach der Wende und der Demokratisierung Ungarns 1989 wurde auch die Abteilung III/III aufgelöst. Für Aufgaben des Staatsschutzes wurde das „Amt für nationale Sicherheit“ ins Leben gerufen, welches 2010 – nach deutschem Vorbild – in  „Amt für Verfassungsschutz“ (ung.: Alkotmányvédelmi hivatal) umbenannt wurde.

## Zitate
„Az ÁVH a párt ökle.“ (Mátyás Rákosi, 1949) - („Die ÁVH ist die Faust der Partei.“)